# Mary Jo Markey
Mary Jo Markey é uma montadora americana de televisão e cinema. Como reconhecimento, foi nomeada ao Oscar 2016 na categoria de Melhor Edição por Star Wars: The Force Awakens.